# ULEB Cup 2002/03
Die Saison 2002/03 war die 1. Spielzeit des von der ULEB ausgetragenen ULEB Cup, der heute als EuroCup firmiert.
Den Titel gewann Pamesa Valencia aus Spanien.

## Modus
Es nahmen 24 Mannschaften aus elf Nationen teil. Die Saison begann am 15. Oktober 2002 und endete mit dem Final-Rückspiel am 24. April 2003. In der Gruppenphase spielten die 24 Teams in vier Gruppen mit je sechs Teams. Es wurde eine Doppelrunde jeder gegen jeden gespielt. Die ersten vier jeder Gruppe erreichten das Achtelfinale. Die Sieger in diesem, sowie im Viertelfinale, im Halbfinale und im Finale, wurden in Hin- und Rückspiel ermittelt.

## Teilnehmer an der Hauptrunde
| Land           | Anzahl | Mannschaften           | Mannschaften         | Mannschaften      | Mannschaften   | Mannschaften |
| -------------- | ------ | ---------------------- | -------------------- | ----------------- | -------------- | ------------ |
| Spanien        | 5      | Pamesa Valencia        | Adecco Estudiantes   | Jabones Pardo     | Caprabo Lleida | DKV Joventut |
| Italien        | 4      | Generali Group Trieste | Eurocellulari Roseto | Metis Varese      | Snaidero Udine |              |
| Deutschland    | 3      | Telekom Baskets Bonn   | Opel Skyliners       | RheinEnergie Köln |                |              |
| Frankreich     | 3      | Cholet Basket          | Élan Chalon          | BCM Gravelines    |                |              |
| Belgien        | 2      | Spirou BC Charleroi    | Telindus Oostende    |                   |                |              |
| Slowenien      | 2      | KK Krka Novo mesto     | KK Pivovarna Laško   |                   |                |              |
| BR Jugoslawien | 1      | FMP Železnik Belgrad   |                      |                   |                |              |
| Kroatien       | 1      | KK Zadar               |                      |                   |                |              |
| Niederlande    | 1      | Ricoh Astronauts       |                      |                   |                |              |
| Russland       | 1      | Ural Great Perm        |                      |                   |                |              |
| Türkei         | 1      | Darüşşafaka SK         |                      |                   |                |              |

## Gruppenphase

### Gruppe A
| Team                    | Sp | S | N | P+  | P-  |
| ----------------------- | -- | - | - | --- | --- |
| 1. BCM Gravelines       | 10 | 7 | 3 | 851 | 796 |
| 2. DKV Joventut         | 10 | 6 | 4 | 837 | 824 |
| 3. Ural Great Perm      | 10 | 5 | 5 | 877 | 824 |
| 4. Snaidero Udine       | 10 | 5 | 5 | 823 | 805 |
| 5. Telekom Baskets Bonn | 10 | 4 | 6 | 786 | 845 |
| 6. Jabones Pardo        | 10 | 3 | 7 | 809 | 889 |

### Gruppe B
| Team                    | Sp | S | N | P+  | P-  |
| ----------------------- | -- | - | - | --- | --- |
| 1. FMP Železnik         | 10 | 9 | 1 | 796 | 669 |
| 2. Pamesa Valencia      | 10 | 8 | 2 | 847 | 710 |
| 3. Eurocellulari Roseto | 10 | 5 | 5 | 786 | 778 |
| 4. Pivovarna Laško      | 10 | 4 | 6 | 751 | 828 |
| 5. Skyliners Frankfurt  | 10 | 3 | 7 | 731 | 795 |
| 6. BC Ostende           | 10 | 1 | 9 | 748 | 879 |

### Gruppe C
| Team                      | Sp | S | N | P+  | P-  |
| ------------------------- | -- | - | - | --- | --- |
| 1. KK Krka Novo mesto     | 10 | 7 | 3 | 869 | 802 |
| 2. Adecco Estudiantes     | 10 | 7 | 3 | 890 | 794 |
| 3. RheinEnergie Köln      | 10 | 6 | 4 | 814 | 811 |
| 4. Generali Group Trieste | 10 | 4 | 6 | 806 | 849 |
| 5. Élan Chalon            | 10 | 4 | 6 | 785 | 821 |
| 6. Darüşşafaka SK         | 10 | 2 | 8 | 779 | 866 |

### Gruppe D
| Team                | Sp | S | N | P+  | P-  |
| ------------------- | -- | - | - | --- | --- |
| 1. Metis Varese     | 10 | 6 | 4 | 784 | 769 |
| 2. Caprabo Lleida   | 10 | 6 | 4 | 838 | 794 |
| 3. Spirou Charleroi | 10 | 6 | 4 | 780 | 764 |
| 4. KK Zadar         | 10 | 5 | 5 | 794 | 828 |
| 5. Cholet Basket    | 10 | 4 | 6 | 830 | 820 |
| 6. Ricoh Astronauts | 10 | 3 | 7 | 761 | 812 |

## Achtelfinale
|                        | Gesamt  |                           | Hinspiel | Rückspiel |
| ---------------------- | ------- | ------------------------- | -------- | --------- |
| Spirou BC Charleroi    | 121:129 | DKV Joventut              | 64:56    | 57:73     |
| Generali Group Trieste | 159:172 | FMP Železnik Belgrad      | 73:91    | 86:81     |
| Ural Great Perm        | 153:165 | Caprabo Lleida            | 84:79    | 69:86     |
| KK Pivovarna Laško     | 147:155 | KK Krka Novo mesto        | 78:79    | 69:76     |
| RheinEnergie Köln      | 156:169 | Pamesa Valencia           | 72:76    | 84:93     |
| KK Zadar               | 158:149 | BCM Gravelines            | 94:71    | 64:78     |
| Eurocellulari Roseto   | 148:156 | Adecco Estudiantes Madrid | 80:72    | 68:84     |
| Snaidero Udine         | 142:150 | Metis Varese              | 83:77    | 59:73     |

## Viertelfinale
|                   | Gesamt  |                      | Hinspiel | Rückspiel |
| ----------------- | ------- | -------------------- | -------- | --------- |
| DKV Joventut      | 160:159 | FMP Železnik Belgrad | 80:66    | 80:93     |
| Caprabo Lleida    | 168:180 | KK Krka Novo mesto   | 91:86    | 77:94     |
| Pamesa Valencia   | 185:177 | KK Zadar             | 105:84   | 80:93     |
| BC Reflex Belgrad | 160:156 | DKV Joventut         | 81:73    | 79:83     |

## Halbfinale
|                 | Gesamt  |                           | Hinspiel | Rückspiel |
| --------------- | ------- | ------------------------- | -------- | --------- |
| DKV Joventut    | 148:151 | KK Krka Novo mesto        | 82:69    | 66:82     |
| Pamesa Valencia | 136:130 | Adecco Estudiantes Madrid | 68:55    | 68:75     |

## Finale
| Austragungsort | Datum      | Heim               | Gast               | Ergebnis |
| -------------- | ---------- | ------------------ | ------------------ | -------- |
| Novo Mesto     | 15.04.2003 | KK Krka Novo mesto | Pamesa Valencia    | 76:78    |
| Valencia       | 24.04.2003 | Pamesa Valencia    | KK Krka Novo mesto | 90:78    |

### Finals (MVP)
- Dejan Tomašević (Pamesa Valencia)